# 吉野栄一郎
吉野 栄一郎（よしの えいいちろう、1887年（明治20年）3月4日 - 1960年（昭和35年）5月31日）は、大日本帝国陸軍軍人。最終階級は陸軍少将。

## 経歴
大阪府出身。陸軍士官学校第18期卒業。1923年（大正12年）3月、陸軍歩兵少佐に進級し、同年9月時点で歩兵第30連隊副官の任にあった。1926年（大正15年）3月に歩兵第1連隊大隊長に就任し、1927年（昭和2年）7月、陸軍歩兵中佐進級と同時に歩兵第49連隊附となり、横浜工業高等学校に配属された。1929年（昭和4年）7月に横浜工業高等学校附設工業教員養成所服務を兼ね、1931年（昭和6年）8月に近衛歩兵第3連隊附に移った。
1932年（昭和7年）8月、陸軍歩兵大佐進級と同時に仙台連隊区司令官に着任し、1934年（昭和9年）3月に歩兵第74連隊長（第19師団・歩兵第37旅団）に転じた。1936年（昭和11年）3月に第4師団司令部附となり、大阪帝国大学に配属された。1937年（昭和12年）3月7日、陸軍少将進級と同時に待命となり、8月22日に予備役に編入された。
予備役編入後は第二山水中学校長に就任し、1945年（昭和20年）2月22日に召集され、東海軍管区兵務部長に着任した。

## 栄典
勲章等
- 1940年（昭和15年）8月15日 - 紀元二千六百年祝典記念章[12]